# Cestrum microcalyx
Cestrum microcalyx är en potatisväxtart som beskrevs av Francey. Cestrum microcalyx ingår i släktet Cestrum och familjen potatisväxter. Inga underarter finns listade i Catalogue of Life.